# Страховой брокер
Страхово́й бро́кер — самостоятельный субъект страхового рынка, который за вознаграждение осуществляет брокерскую деятельность в страховании или перестраховании от своего имени в интересах своих клиентов (лиц, имеющих потребность в страховании или права требования к страховщику)
.

## Общие сведения
Страховой брокер — это юридическое или физическое лицо, зарегистрированное в установленном порядке в качестве предпринимателя, осуществляющее посредническую деятельность по страхованию в интересах страхователя или страховщика. Для приобретения статуса страхового брокера в России необходимо наличие лицензии. Страховой брокер при заключении договоров не вправе одновременно действовать в интересах страхователя и страховщика. Страховой брокер чаще является представителем страхователя, а не страховщика, и в международной практике не несет юридической ответственности перед страховщиком, что не исключает моральной ответственности. Брокер также не должен гарантировать платежеспособность страховщика (перестраховщика) и не несёт ответственности за оплату убытков и возврат премии. Если брокер при выполнении своих обязанностей допустил небрежность, в результате которой нанесен ущерб страхователю, последний имеет право потребовать от брокера возмещения ущерба. Обычным способом гарантировать ответственность страхового брокера является полис по страхованию профессиональной ответственности. Оплата услуг страхового брокера до 2007 года производилась в виде комиссии Теперь же закон запрещает страховым брокерам представлять интересы страховщика перед клиентами. В практике страхования встречаются другие способы оплаты услуг, например, в виде твёрдого гонорара.
Под брокерской комиссией понимают вознаграждение в пользу брокера за услуги, которое выплачивается из премии, предназначенной страховщику. При этом размер комиссии, которую брокеру выделяет страховая компания, может достигать очень значительных величин, так как при расчёте стоимости страхового договора, заключённого через брокера, страховщик может не учитывать собственные расходы на поиск клиента и оформление сделки. Европейское законодательство, регулирующее деятельность страховых посредников, содержит понятие разумного размера вознаграждения страхового посредника, которое устанавливается в зависимости от вида страхования. Размер обычного вознаграждения страховых брокеров варьируется в диапазоне 10 — 25 %, в некоторых случаях, до 30 — 35 %. Средний размер брокерской комиссии в России в первой половине 2012 года составил примерно 20%.
Задача страхового брокера заключается в том, чтобы подобрать для страхователя оптимальный вариант среди предложенных страховщиками. Страховые брокеры могут помочь клиенту сформулировать задачи для страховых компаний и разработать индивидуальный страховой продукт, после чего страховой брокер должен найти страховые компании, которые могли бы заключить такой договор страхования на индивидуальных условиях. Брокер может содержать штат сотрудников, экспертов, которые отслеживают изменения страхового рынка. Кроме того, в задачи страхового брокера входит сопровождение клиента при наступлении страховых случаев. Именно в этой части страховые брокеры сильнее всего отличаются от агентов страховых компаний, в задачи которых входит исключительно продажа страхового продукта. Многие страховщики проводят специальное обучение страховых брокеров по своей линейке продуктов. Страховые брокеры могут осуществлять другую деятельность, связанную со страхованием, кроме деятельности в качестве страхового агента, страховщика, перестраховщика.

## Страховые брокеры в РФ
Согласно Закону об организации страхового дела в РФ, действующие страховые брокеры в России должны были получить лицензии до 1 июля 2007 года.
Все брокеры, имеющие лицензию на осуществление страховой деятельности в РФ, внесены в Единый государственный реестр субъектов страхового дела.
Число брокеров в реестре выросло с 20 (июнь 2007 года) до 162 (декабрь 2013 года), при этом максимальное их число доходило до 187 (март 2012 года).
В январе 2014 года вступили в силу поправки к Закону об организации страхового дела, согласно которым информация о том, работает ли данный страховой брокер с определенной страховой компанией, должна быть доступна в сети интернет - либо на сайте этой страховой компании, либо на сайте страхового объединения, которому страховая компания делегировала функцию ведения реестра страховых брокеров, с которой у неё есть отношения. Обязанность предоставления такой информации (по сути - ведения реестра брокеров) возложена на страховщика. В том случае, если он делегируют эту функцию страховому объединению, на сайте этого страховщика должна быть информация о таком объединении (ссылка на сайт объединения).